# Je crois toi
Je crois toi è il quinto ed ultimo singolo estratto dall'album della cantante canadese Céline Dion, S'il suffisait d'aimer (1998). Il brano scritto e co-prodotto da Jean-Jacques Goldman, fu rilasciato solo radiofonicamente in Francia nel luglio 1999.

## Contenuti, interpretazioni dal vivo e pubblicazioni
Il singolo uscì per le radio francesi un mese dopo il precedente En attendant ses pas. Je crois toi fu pubblicato già nel 1998 come traccia lato B del singolo I'm Your Angel nel Regno Unito.
Una versione dal vivo di questa canzone è stata inclusa nell'album live Au cœur du stade e nel suo rispettivo DVD. Quest'ultimo conteneva come bonus track, anche le riprese della sessione di  registrazione di Je crois toi. Un'altra versione live è inclusa nel CD/DVD Céline une seule fois / Live 2013.
Céline Dion interpretò questa canzone dal vivo anche durante il suo Summer Tour 2016.

## Formati e tracce
CD Singolo Promo (Francia) (Columbia: SAMPCS 7175)
1. Je crois toi – 5:06 (Jean-Jacques Goldman)

## Crediti e personale
Registrazione
- Registrato ai Méga Studios di Suresnes (FR)
- Mixato ai Méga Studios di Suresnes (FR)

Personale
- Mixato da - Humberto Gatica
- Musica di - Jean-Jacques Goldman
- Produttore - Erick Benzi, Jean-Jacques Goldman
- Testi di - Jean-Jacques Goldman